# Csüfu
Csüfu (Qufu) (kínai:曲阜, pinjin: Qūfù) a kínai Santung tartomány (Shandong) északi részén fekvő megye szintű város. A tartományi székhelytől, Csinantól (Jinan) 130 km-re fekvő település Csining (Jining) prefektúra alá tartozik, amely tőle 45 km-re van. Csüfu város lakossága 60 000 fő, a teljes adminisztrációs területének lakossága 650 000 fő.
Csüfuból származik a neves kínai gondolkodó Konfuciusz, akiről úgy tartják, hogy a közeli Ni-hegyen született. Csüfuban számos történelmi jelentőségű hely található. Ezek közül a három legfontosabb kulturális helyszínt összefoglaló néven Szan Kong-nak (三孔) nevezik. Ezek közé tartozik a Konfuciusz temploma (kínai:孔庙, pinjin:Kǒng miào), a Konfuciusz temetője (kínai:孔林, pinjin:Kǒng lín), és a Kong Család rezidenciája (kínai:孔府, pinjin:Kǒng fǔ). Ez a három helyszín együttesen került fel az UNESCO világörökség listájára 1994-ben.

## Elnevezése
Csüfu szó szerinti jelentése "kanyargós hegy", amely egy egy mérföld hosszú hegyre utal, amely a város részéhez tartozott, amikor az a Lu állam fővárosa volt.

## Története

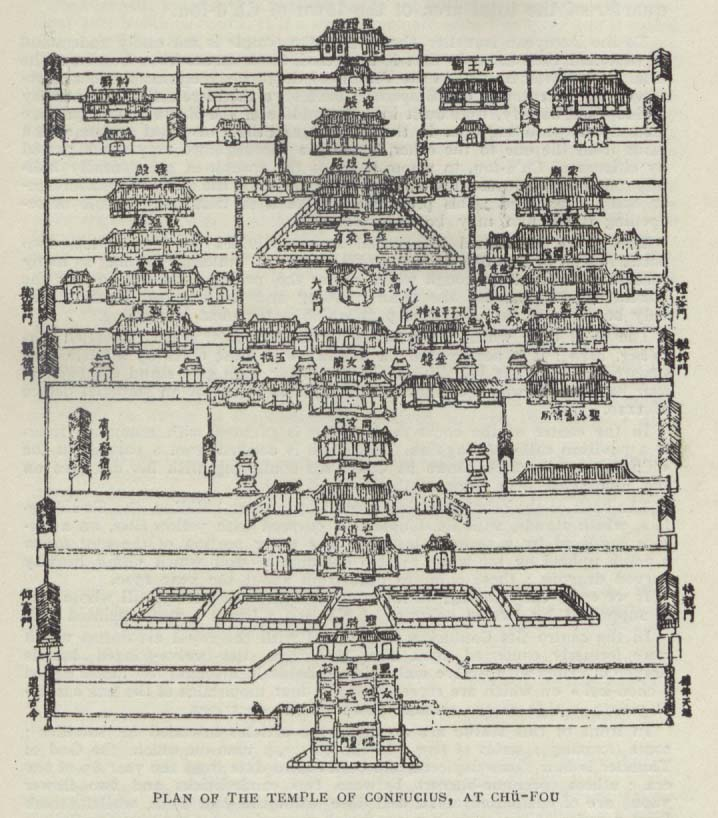
A Konfuciusz templomának történelmi alaprajza (1912).

A tavasz és ősz korában Csüfu Lu állam fővárosa volt. Ekkoriban a városfal nem csak a jelenlegi Ming-dinasztia korabeli óvárost ölelte körbe, hanem egy jelentősebb területet tőle keletre és északra is.
A Tang-dinasztia idején, illetve a Szung-dinasztia első éveiben a város központját a jelenlegi Csou herceg temploma jelentette. 1012-ben Csüfu a Hszianjüan megye (仙源县) elnevezést kapta. Ekkor vette fel jelenlegi földrajzi helyzetét. A mai fallal körbevett óvárostól mintegy 4 km-re keletre, a legendás Sárga Császár állítólagos sírhelyéhez. A Sárga császár tiszteletére templomot emeltek, amelyből mára csak két hatalmas sírkő maradt (a Sou Csiu helyszín).
Azután, hogy a dzsurcsenek elfoglalták észak-Kínát, az új Csin-dinasztia visszaadta a településnek a Csüfu nevet (1142). A város megmaradt a Szung időszakban felvett helyén. A jelenlegi városfalak a ming Csiacsing császár idején épültek (1522).
1948-ban Csüfu fontos szerepet játszott a nemzeti és kommunista erők közötti összetűzésben, a Jancsou hadjárat során, a Kínai polgárháborúban.
Csüfu történelmi helyszínein a kulturális forradalom idején hatalmas károkat okozott a Pekingi Általános Egyetem 200 alkalmazottja, akik 1966 novemberében, Tan Houlan (谭厚兰, 1937–1982) vezetésével tönkretettek több mint 6000 művet.

## Földrajza
Csüfu történelmi központját a Ming-dinasztia idején helyreállított városfal és víz veszi körül. A Dob-torony (Kulou) ennek a területnek a közepén áll. A Konfuciusz templom (Kung Miao), Konfuciusz rezidencia (Kong Fu) és a Jan Hui templom (Jan Miao) a falon belüli központ nagy részét elfoglalja..
A Konfuciusz temetője (Kung Lin) a központtól 1,3 km-re fekszik északra. A modern városrész a fallal körülvett résztől délre helyezkedik el. Található még Csüfuban egy mecset és egy nyüzsgő muzulmán negyed piaccal, ami a központ nyugati kapuján kívül van.
Csüfu vonatállomása és fő ipari területei a keleti részen találhatók.

## Konfuciusz temploma (Kong Miao)
Kr. e. 478-ban, röviddel Konfuciusz halála után házát templommá szentelte Lu hercege. Kr. e. 205-ben a Han-dinasztia első császára, Liu Pang (Liu Bang) volt az első császár, aki áldozatot mutatott be Csüfuban (Qufuban) Konfuciusz emlékére. Példáját számos császár és magas rangú hivatalnok követte. Később a császárok trónra kerülésük után vagy egyéb jelentős alkalmakkor - mint egy sikeres háború - látogatták meg Csüfut (Qufut). Konfuciusz eredetileg háromszobás házát egy Kr. u. 611-ben zajló átépítés idejére kihozták a templomegyüttesből. 1012-ben és 1094-ben a Szung-dinasztia idején pedig kibővítették három részleggel és négy udvarral, mely körül több mint 400 szobát létesítettek. 1214-ben a Csin-dinasztia idején tűz és vandalizmus rombolta a templomot, majd 1331-ben a császári palotáéhoz hasonlatos fallal vonták körbe az építményt. Egy 1499-es tűzvész után végül a jelenlegi állapotára újították fel a templomot. 1724-ben egy újabb tűz után elpusztult majdnem a teljes főcsarnok és a benne lévő szobrok, a helyreállítás 1730-ra fejeződött be. A szobrok jó része megsérült vagy elpusztult később a kulturális forradalom idején 1966-ban. A templomban Konfuciusz szobra mellett a Ming-dinasztia idejéből származó 120 kép meséli el a filozófus élettörténetét.

## Konfuciusz temetője (Kong Lin)

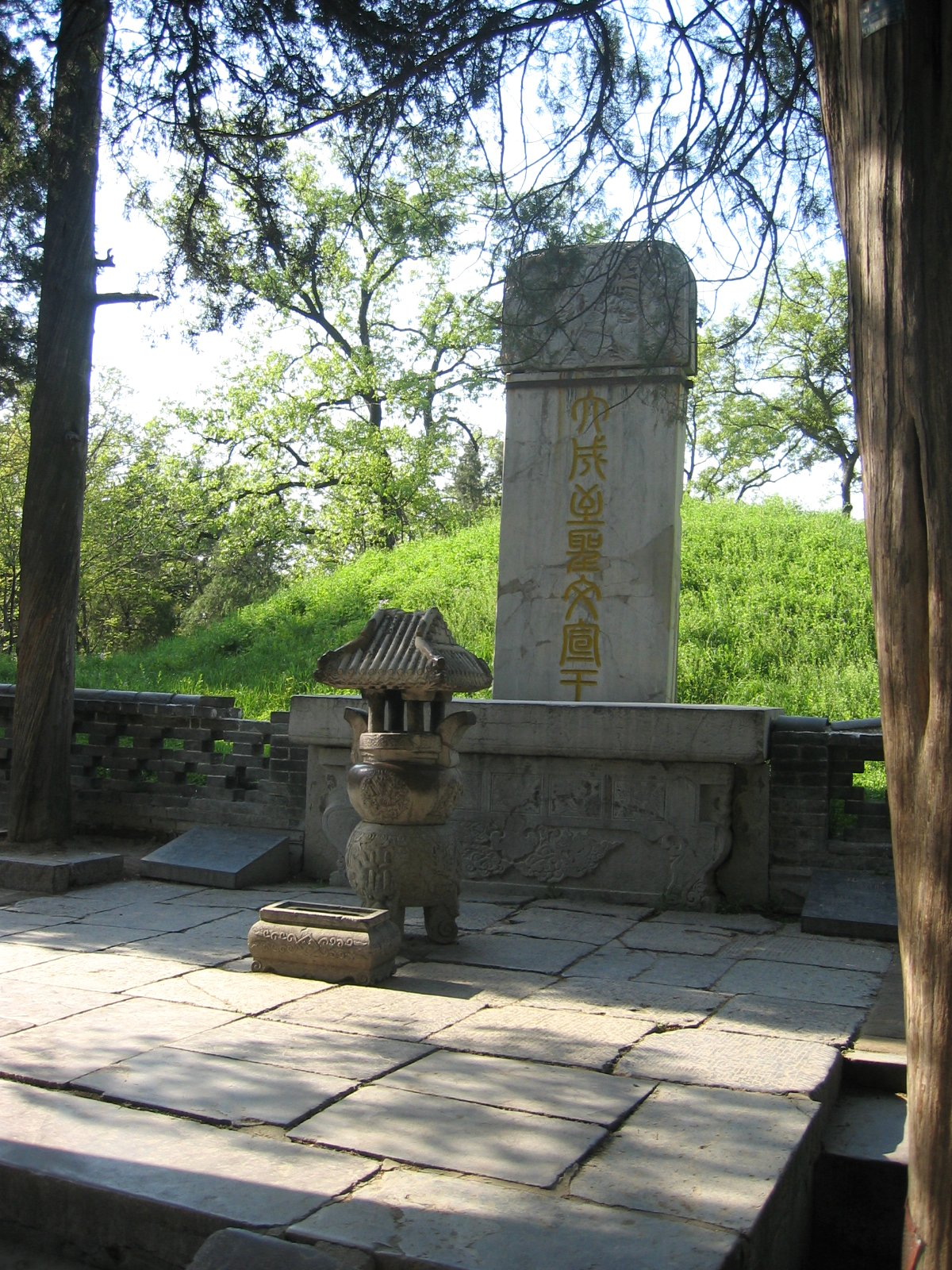
Konfuciusz sírja.

Konfucius temetője Csüfu várostól északra helyezkedik el. A helyszínen talált legrégebbi sírok a Csou-dinasztia korából valók. A Konfuciusz emlékére emelt eredeti síremlék fejsze alakú volt. A Szisui-folyó partján fekvő emlékmű tégla alapzatot kapott az áldozatbemutatások miatt. A mai sírhely egy kúp alakú domb. Konfucius leszármazottainak a sírhelyei és egyéb sírkövek is később a ide kerültek.
Mivel Konfucius leszármazottai nemesi címet és császári hercegnő feleségeket kaptak, a sírhelyeken feltüntették a státusz szimbólumokat is. A sírkövek a Han-dinasztia korában lettek használatosak. Mára több mint 3600 különböző dinasztiákból való sírkő található a területen.
1331-ben felújítási munkálatok kezdődtek a temető falain és bejárati kapuján. Összességében 13 felújításon és bővítésen ment át a temető. A 18. századra a külső fal hosszúsága elérte a 7,5 km-t, amely így már 3,6 km2-t határolt be. Ezen a területen a 2000 év alatt Konfuciusz leszármazottainak sírjainak a száma elérte a százezret. A legkésőbbi sírok a 76. és 78. generációkhoz tartoznak.
A 76. generációhoz tartozó Csüfu hercegének a maradványait a kulturális forradalom idején kivették a sírjából és meztelenül felakasztották a palota előtti fára.
A több mint 10 000 fa erdő hangulatot kölcsönöz a temető számára. Csüfu északi kapujától 1266 méter hosszú, egyenes út vezet a temető külső kapujához. Az utat ciprus és fenyvesek övezik. Ezen az úton található a Jan Hui templom, amelyet Konfucius kedvenc tanítványának ajánlottak.

## A Kong család rezidenciája (Kong Fu)

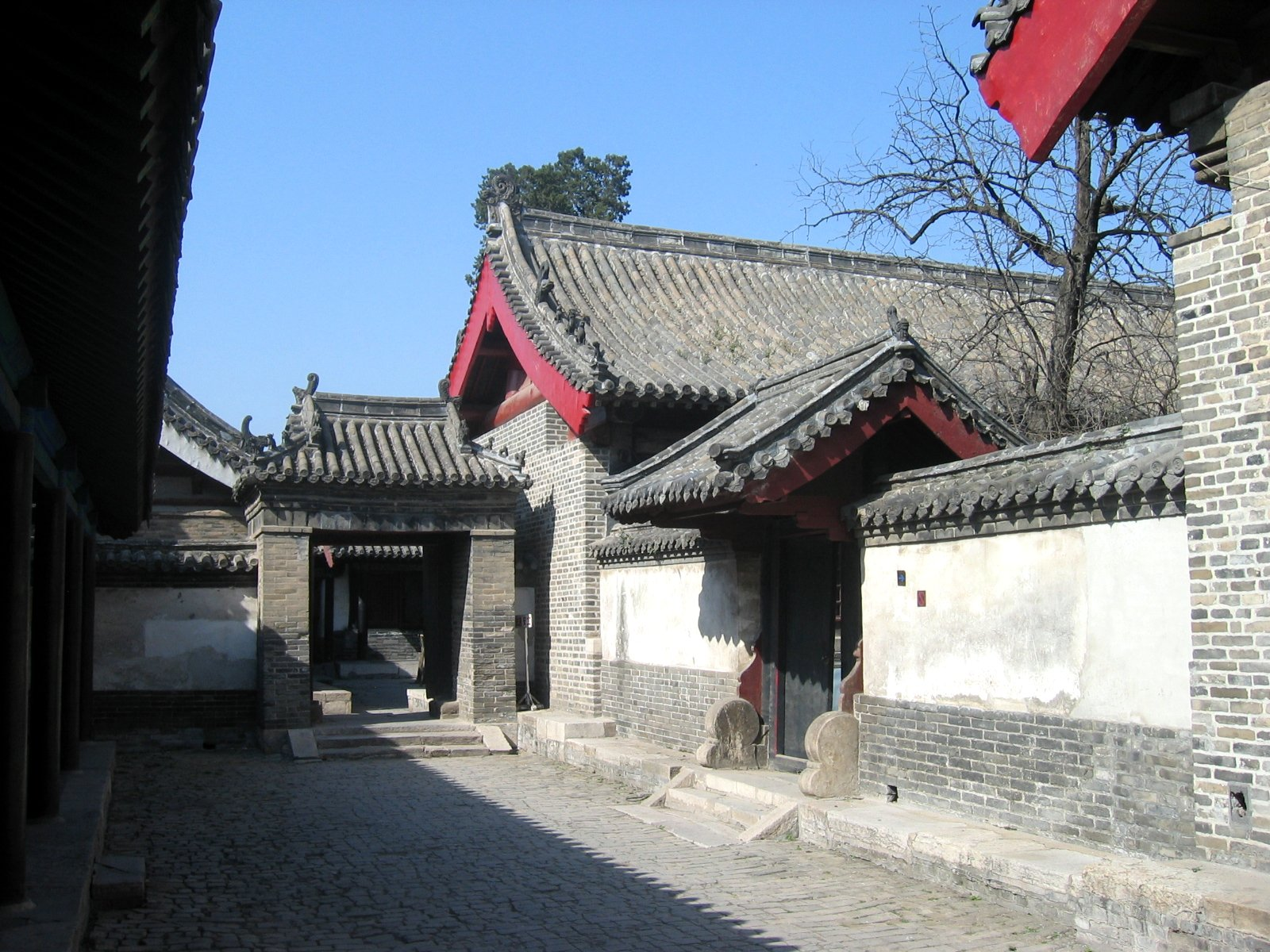
Udvar a Kong család rezidenciáján.

Konfuciusz közvetlen leszármazottai a Kong család rezidenciáján éltek, amely a templomtól keletre található. Az ő feladataik közé tartozott a templom és a temető gondozása. Legfőbb feladatai közé tartozott a kifinomult vallási ceremóniák levezénylése, faültetéskor, szüretkor, halott tiszteletkor vagy születéskor. A Kong családé volt egész Kína leghatalmasabb magánkézben fekvő vidéki ingatlana. Az első rezidenciát 1038-ban építették, a Szung-dinasztia idején. Ez még közvetlen összeköttetésben állt a templommal. 1377-ben, a Ming-dinasztia uralma alatt az építmény kissé távolabb került a templomtól. 1503-ban három sorossá vált az épület, amely így már 560 szobát foglalt magába. 1838-ban teljesen felújították a rezidenciát, amely azonban leégett 47 évvel később, 1887-ben. Császári költségből a 19. században újból felépítették az épületeket. 12470 m²-es területen az épületegyüttes ma 152 épületből áll, amelyben 480 szoba található. Legmagasabb épülete a négyemeletes menedék torony, amelyet egy támadás során építettek, ám soha sem használtak. Konfuciusz leszármazottai egészen 1937-ig éltek itt, amikor a 76. és 77. generáció a második kínai–japán háború elől elmenekült Csongcsing városba, illetve később a kínai polgárháború idején Tajvanba. A családfő jelenleg is ott él.

## Galéria

A Konfuciusz temploma
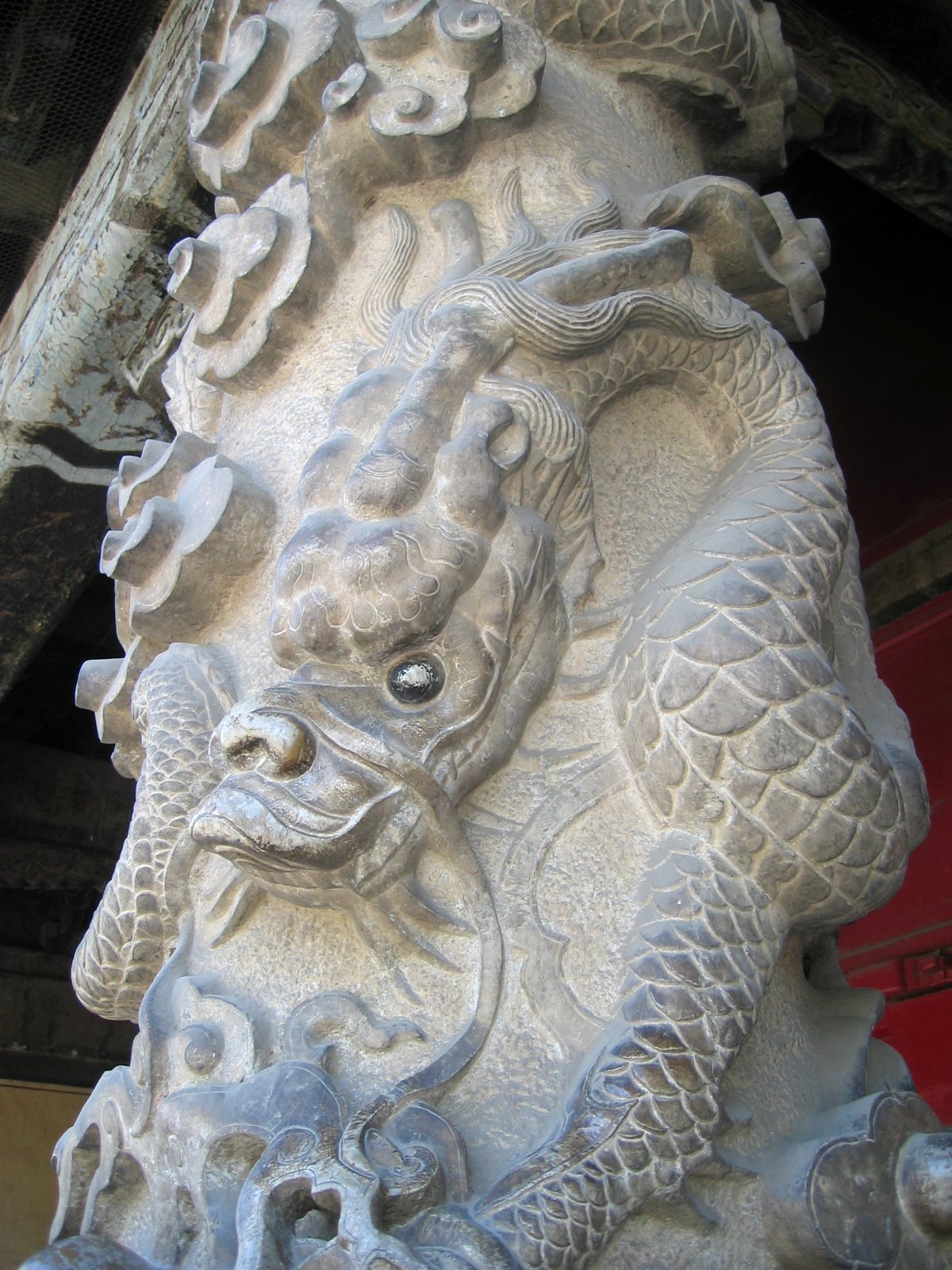
Sárkány oszlop a Tacseng terem (Konfuciusz temploma) előtt

A Jan Huj templom
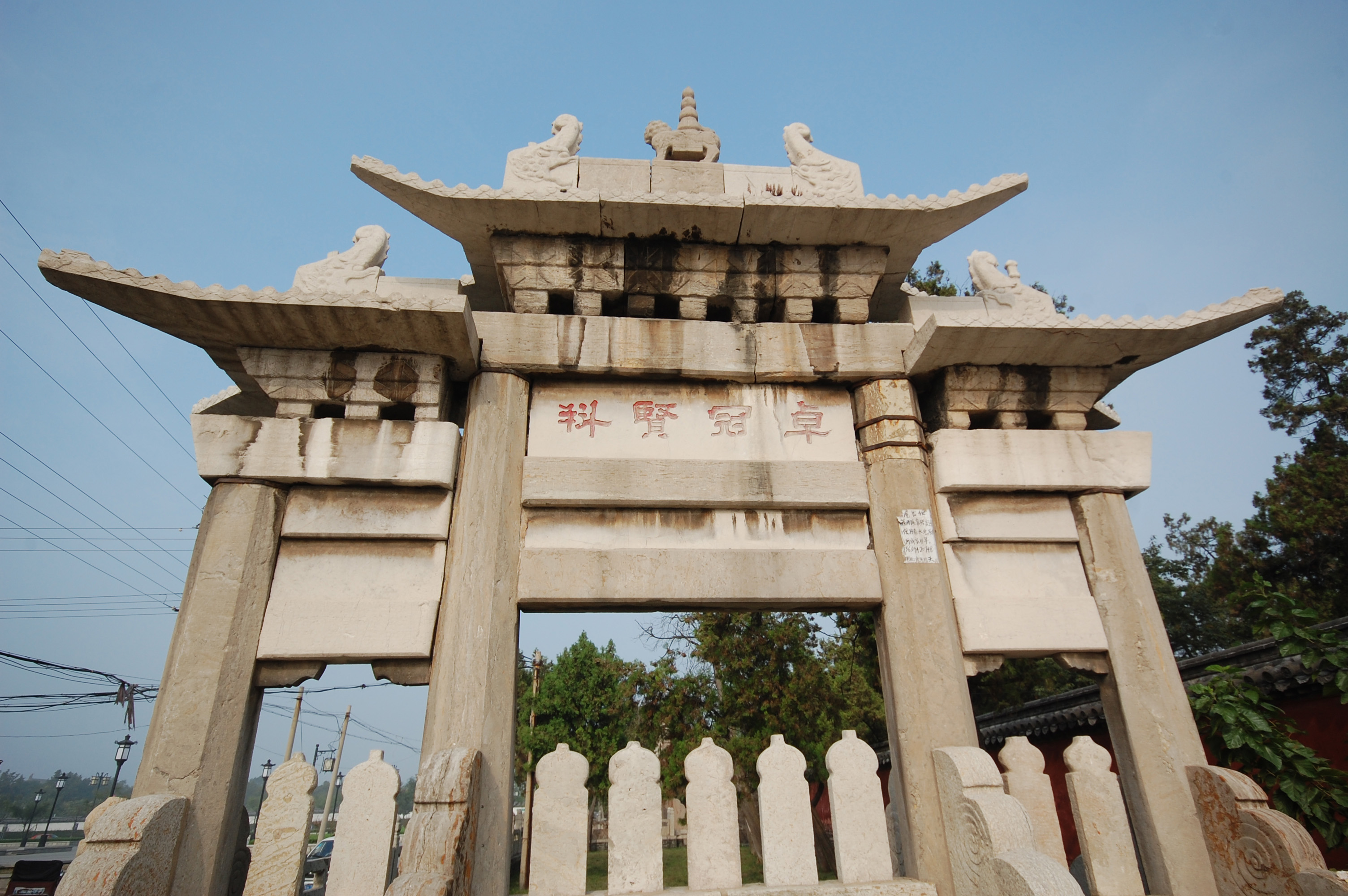
Egy kapu
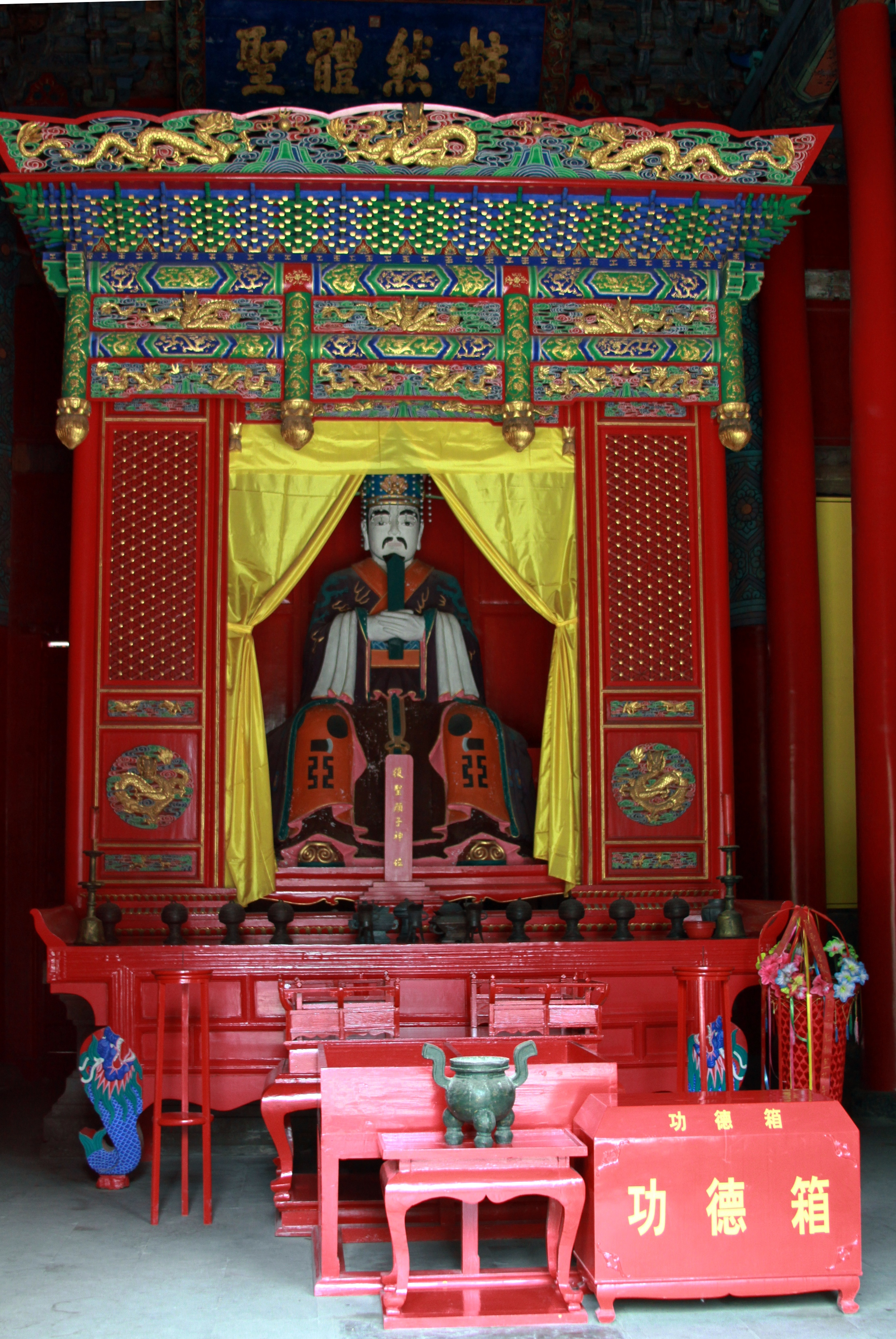
A szentély
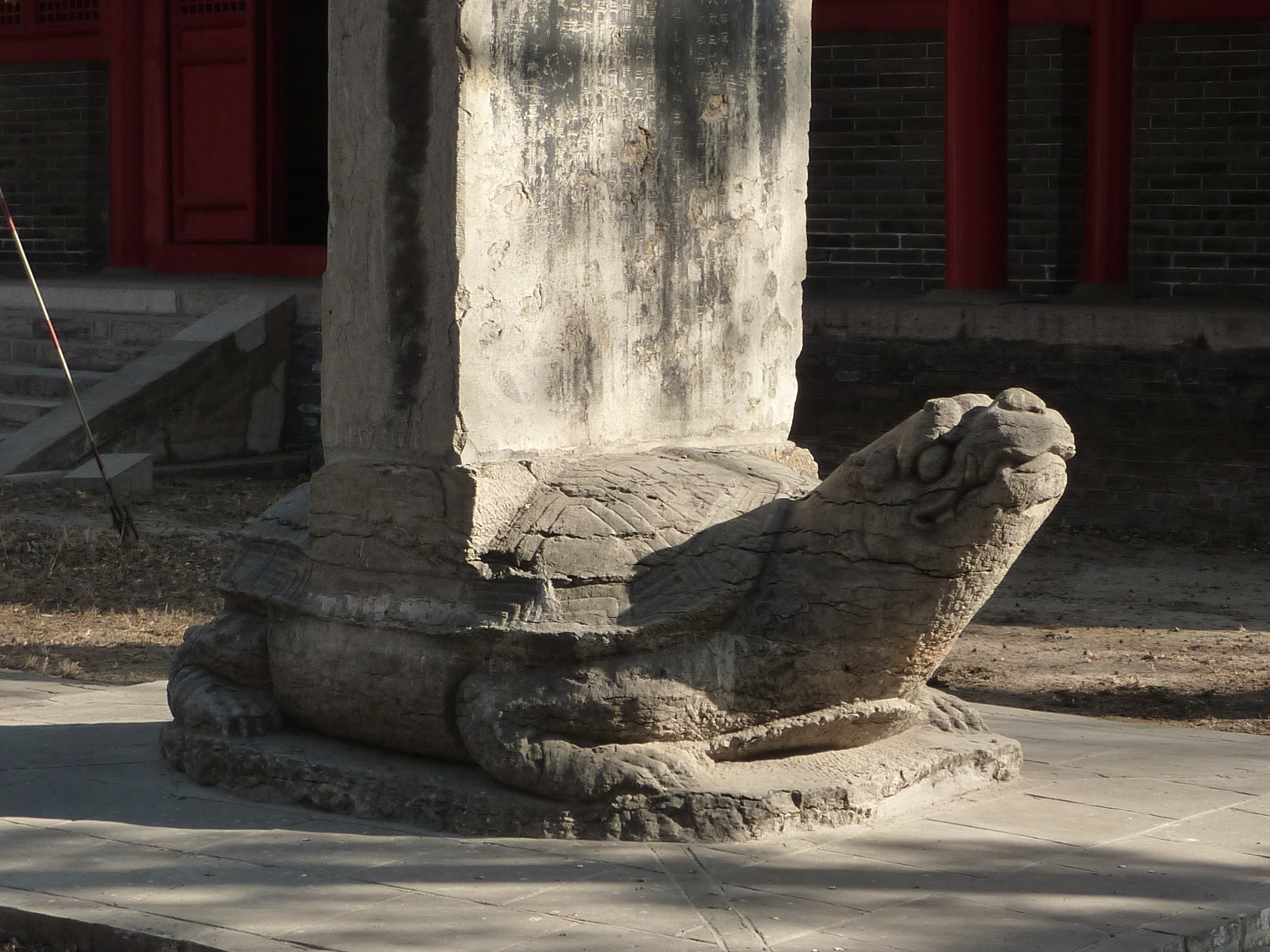
A templom újraépítésének emlékéből emelt sírkő a Csicseng időszakból (1349)
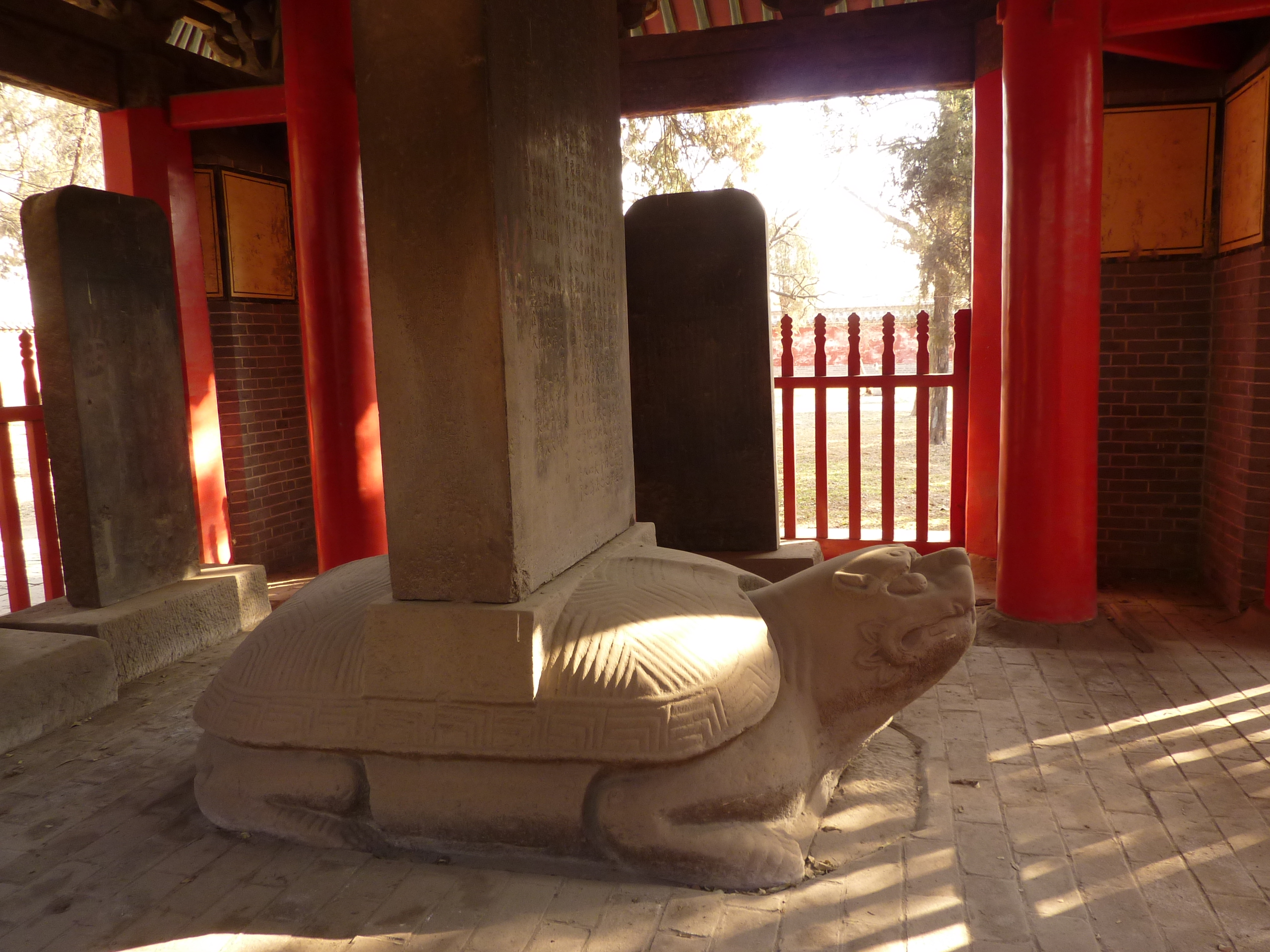
A templom újraépítésének emlékéből emelt sírkő a Csengtong időszakból (1441)
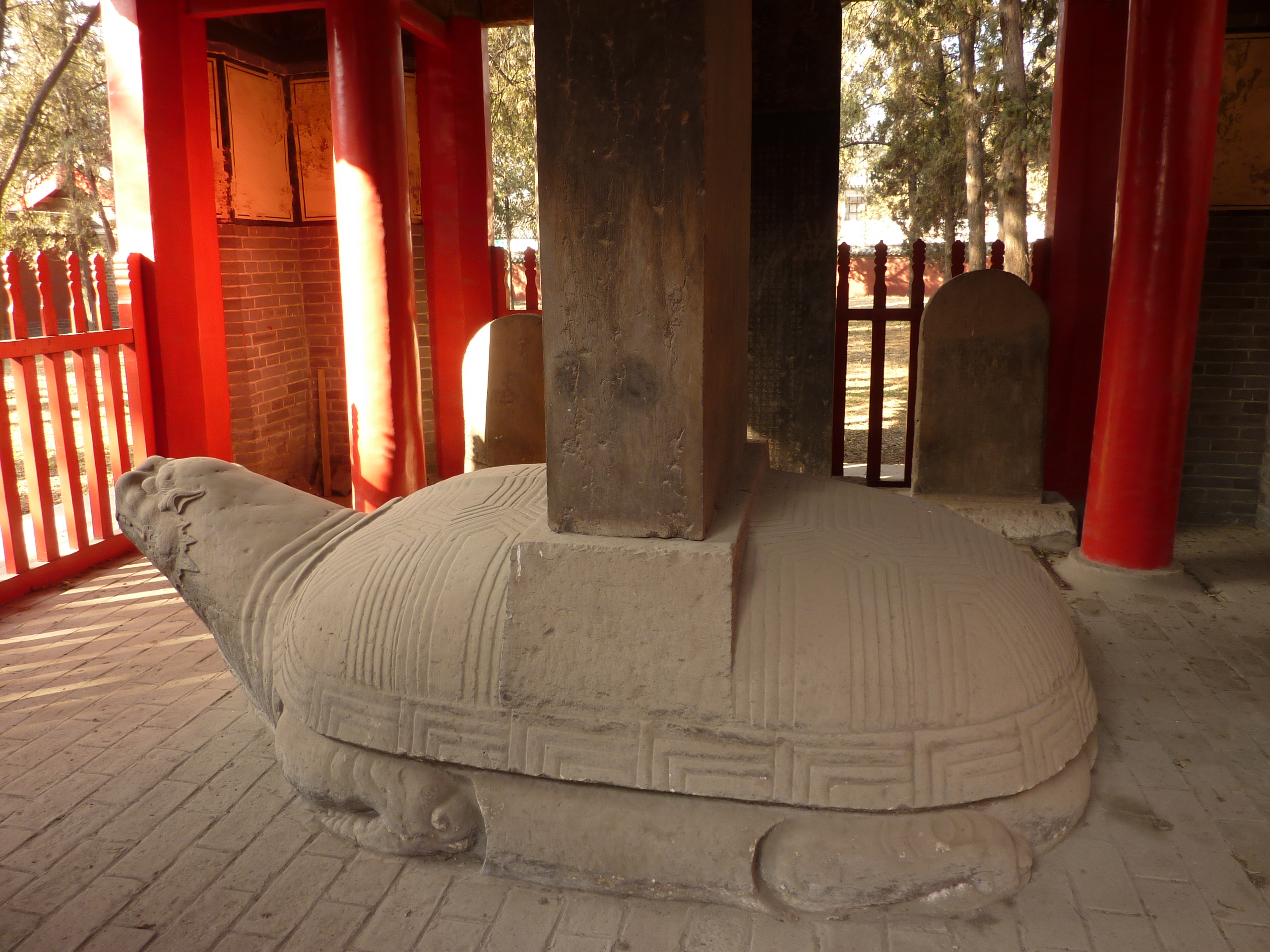
A templom újraépítésének emlékéből emelt sírkő a Csengtö időszakból (1509)

Konfuciusz temetője
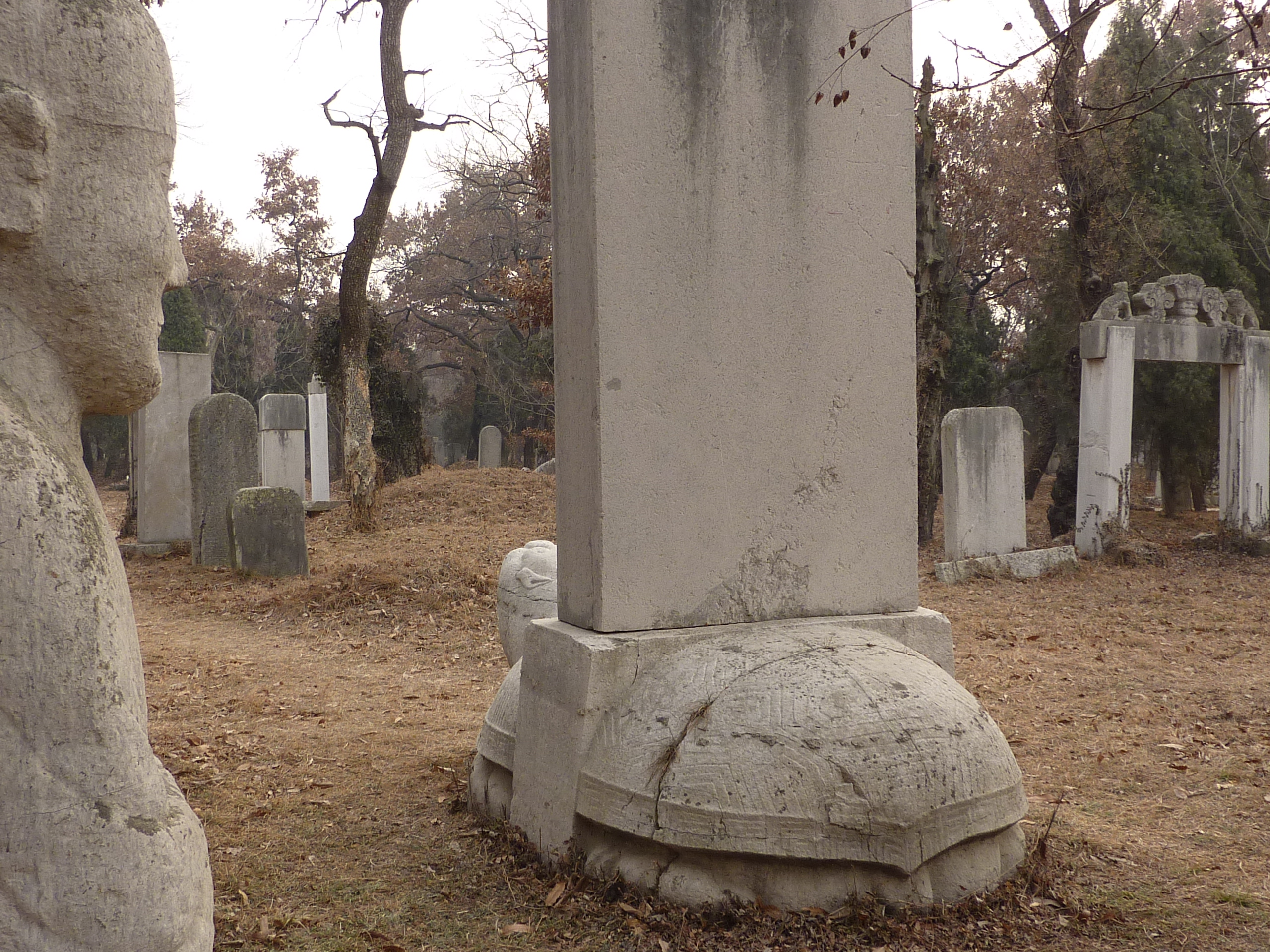
Kong Jancsin szellem útja.
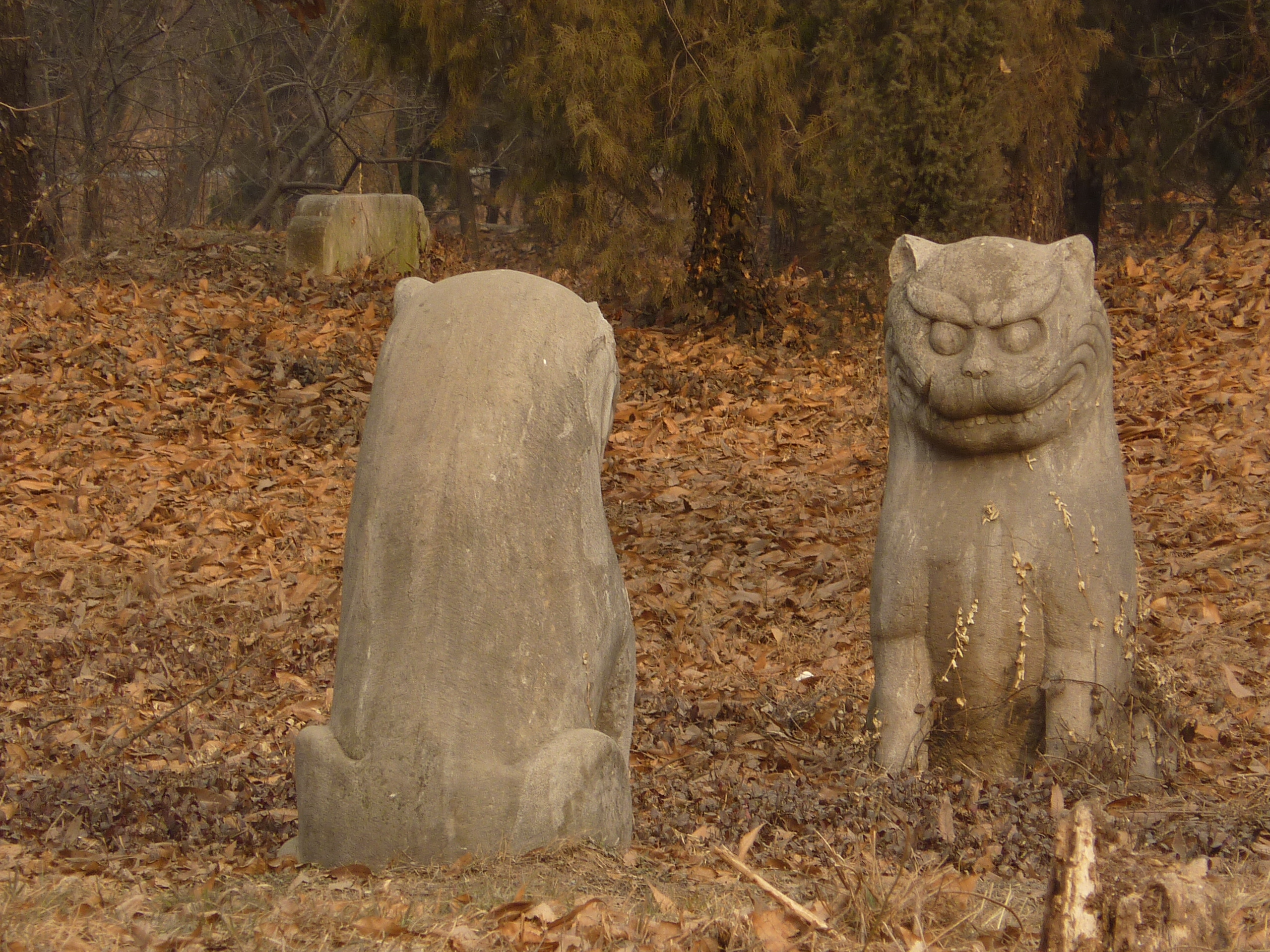
Kong Csengan szellem útja.
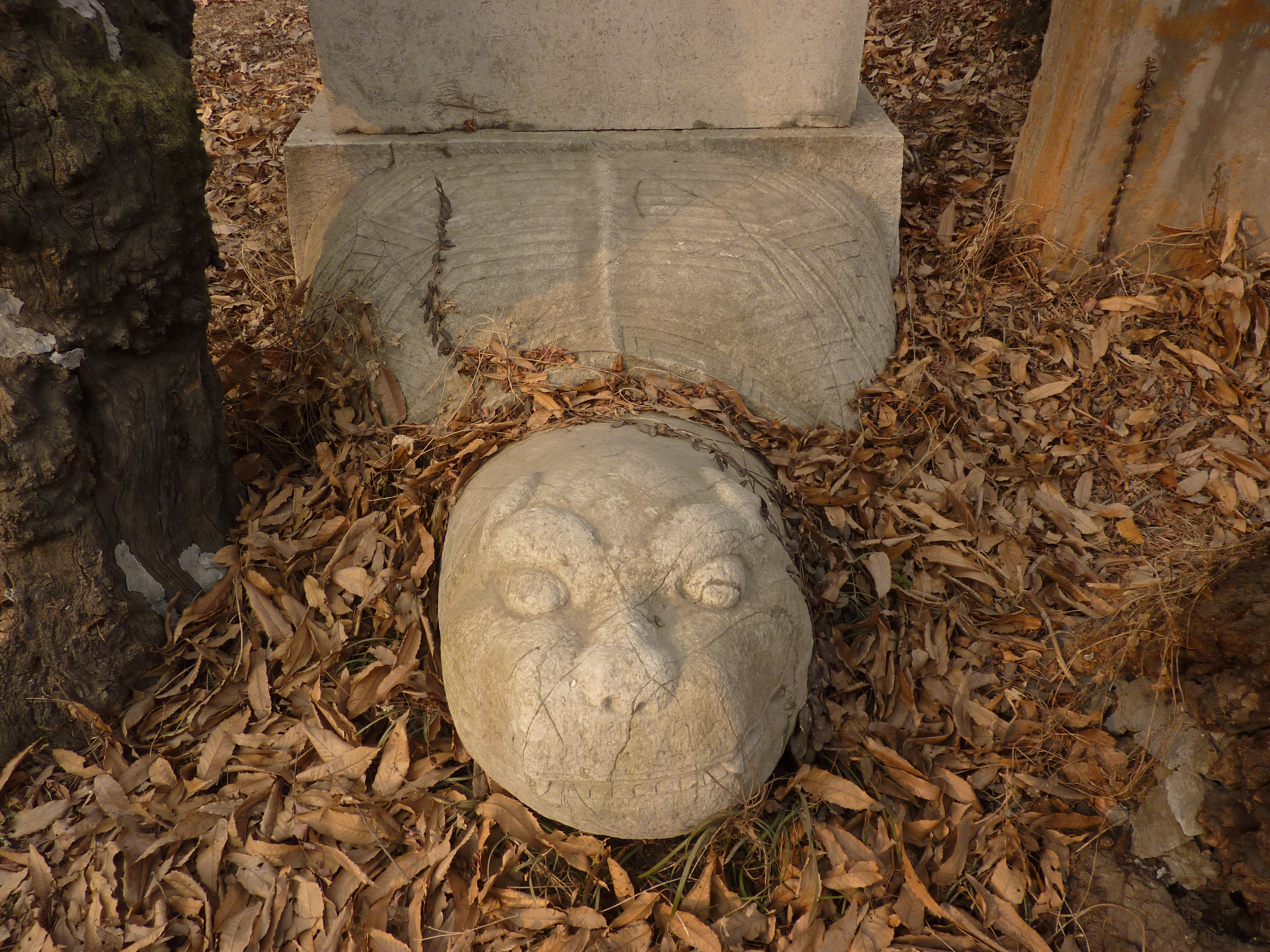
Kong Hongtai kőteknőse
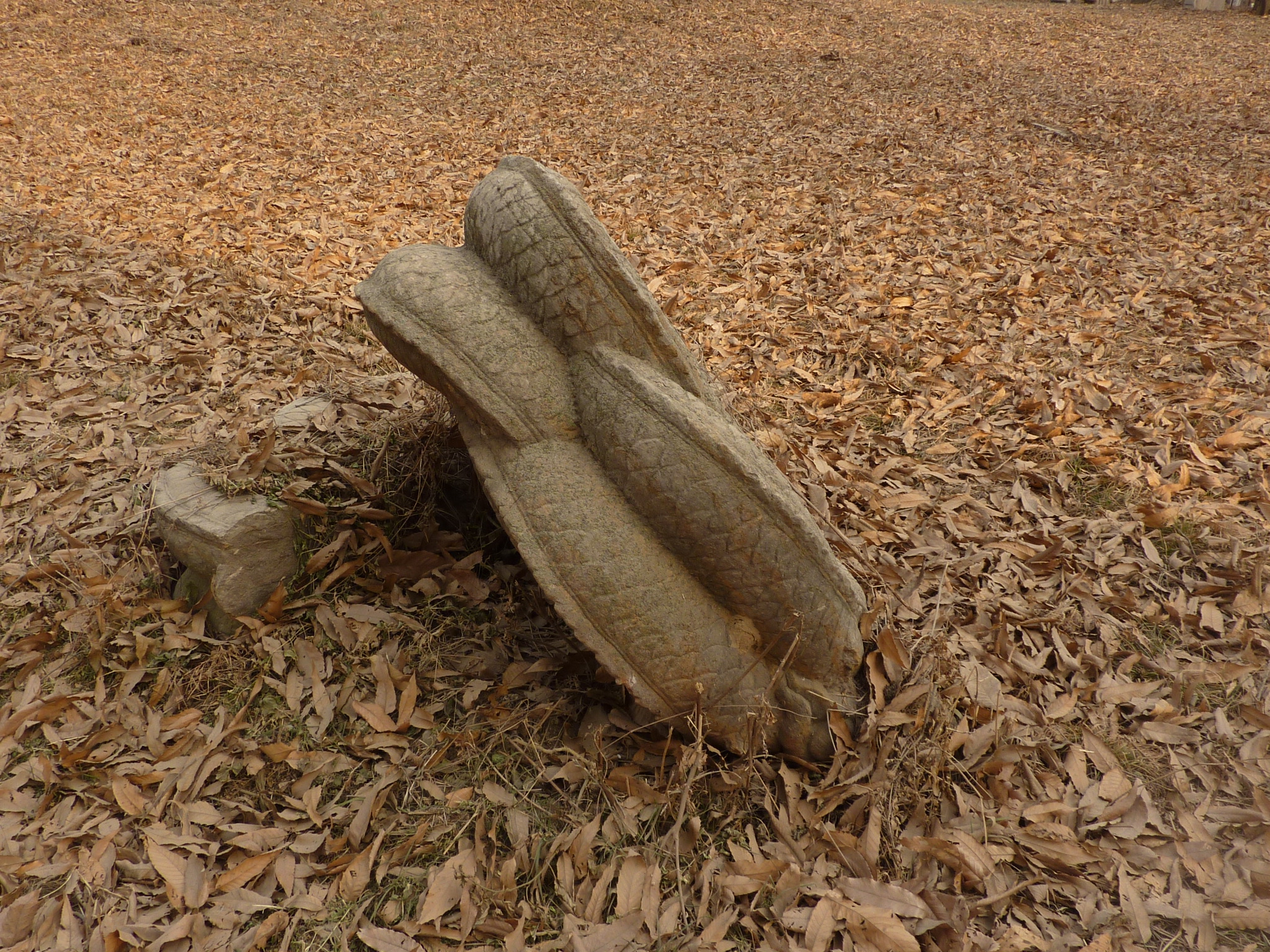
Ming korabeli sírkő koronája
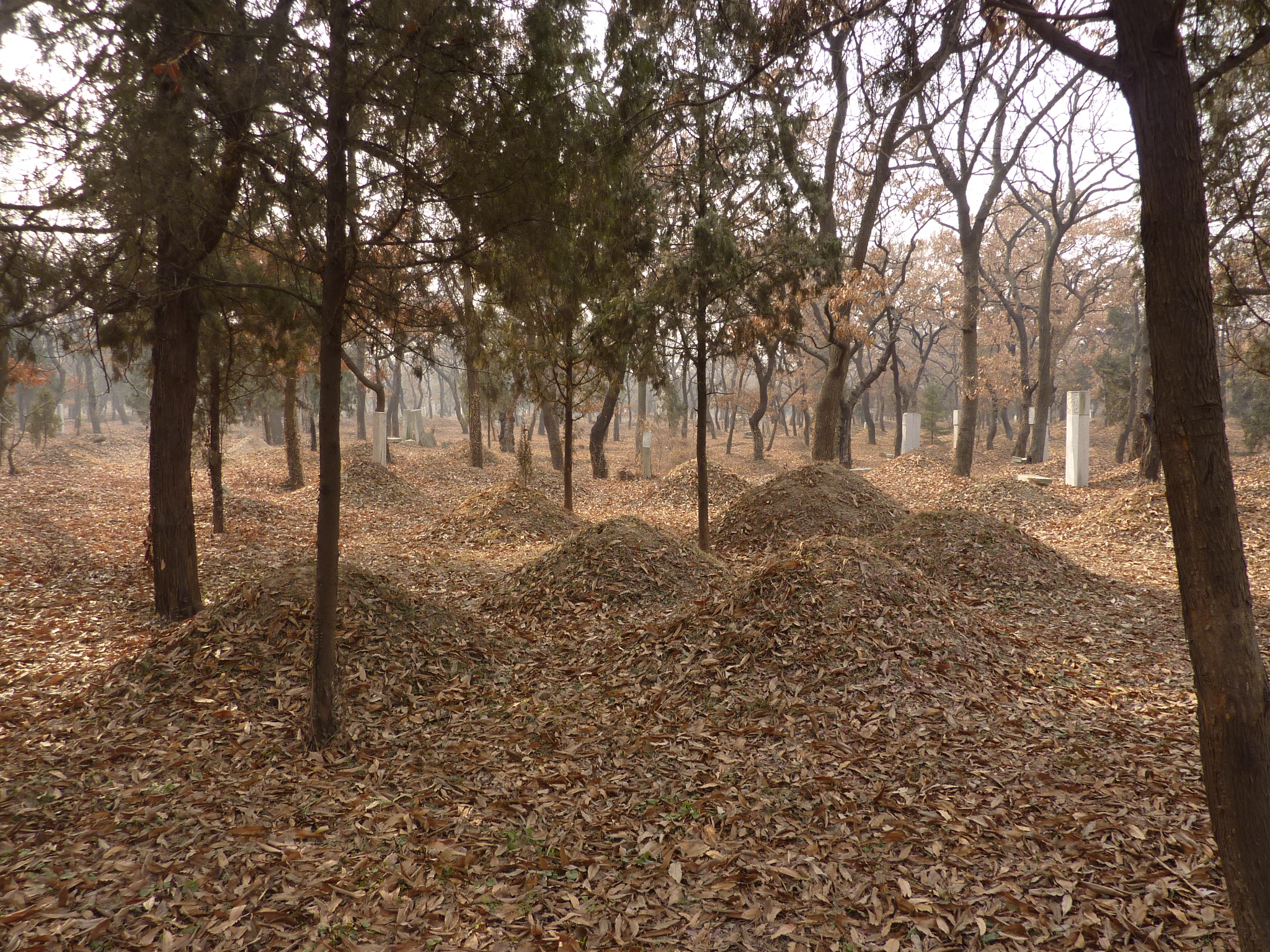
A temető

Egyéb helyszínek
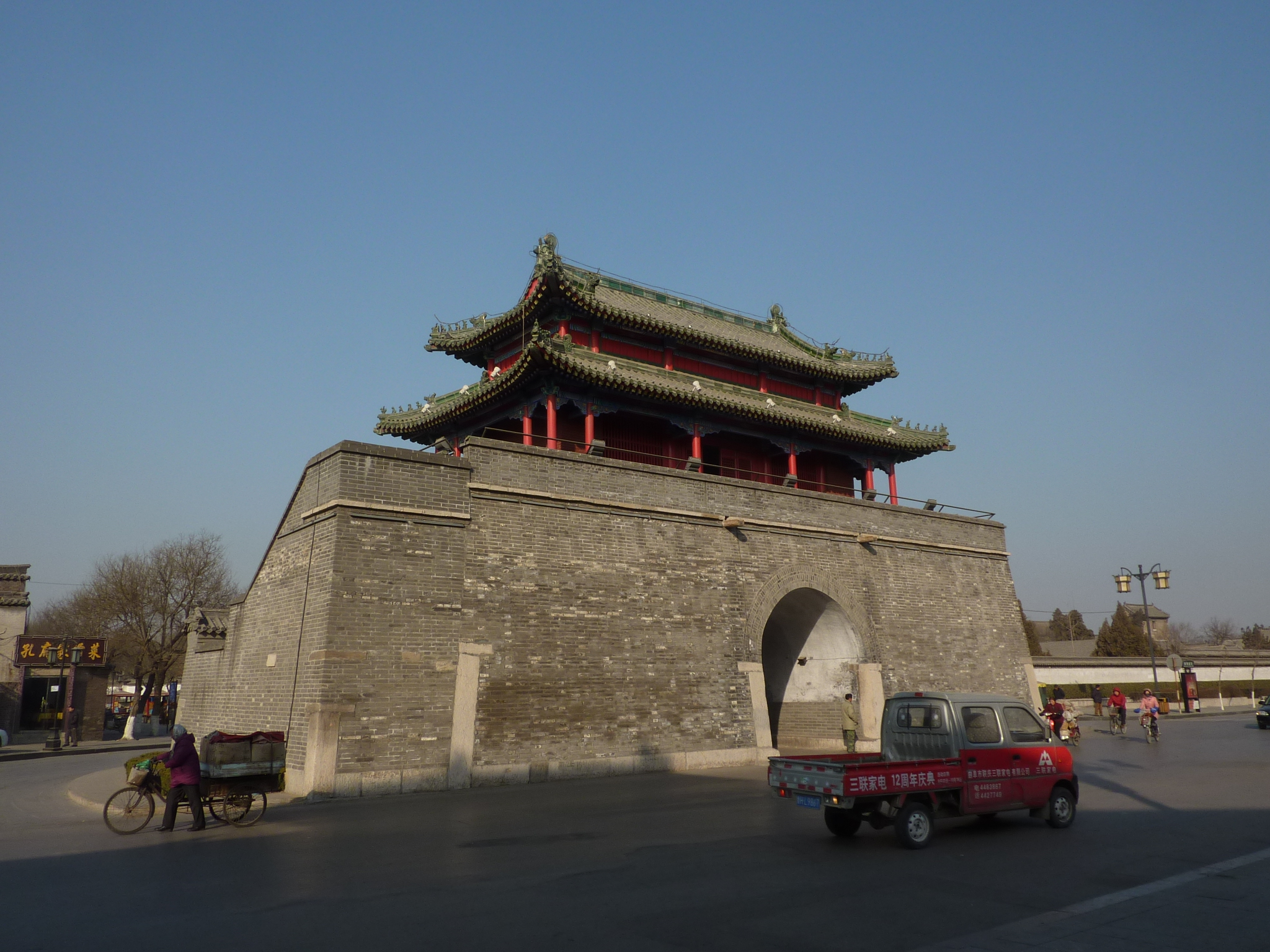
A Dob-torony - a fallal körbezárt város központja
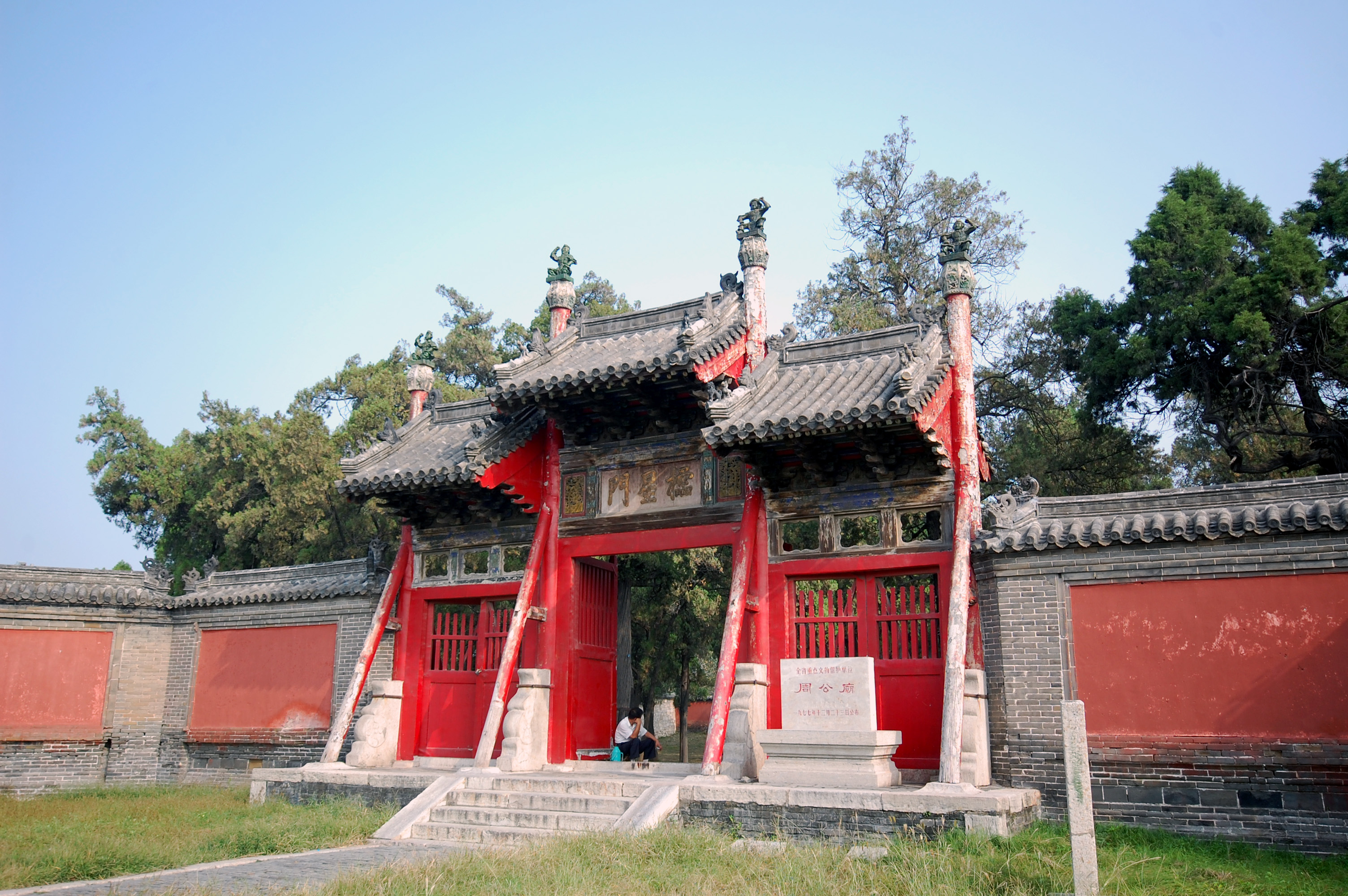
Csou herceg temploma
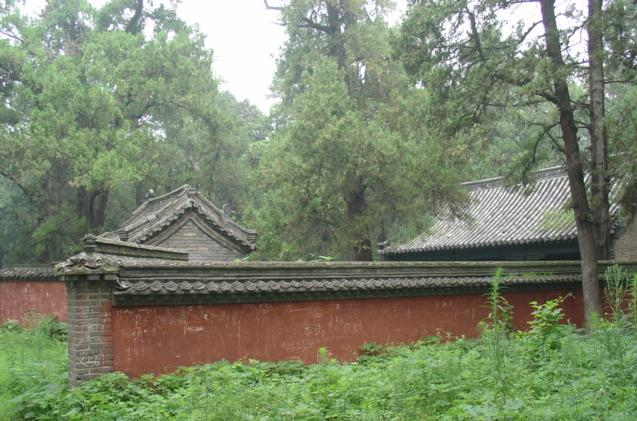
Mencius szüleinek temetkezési helye
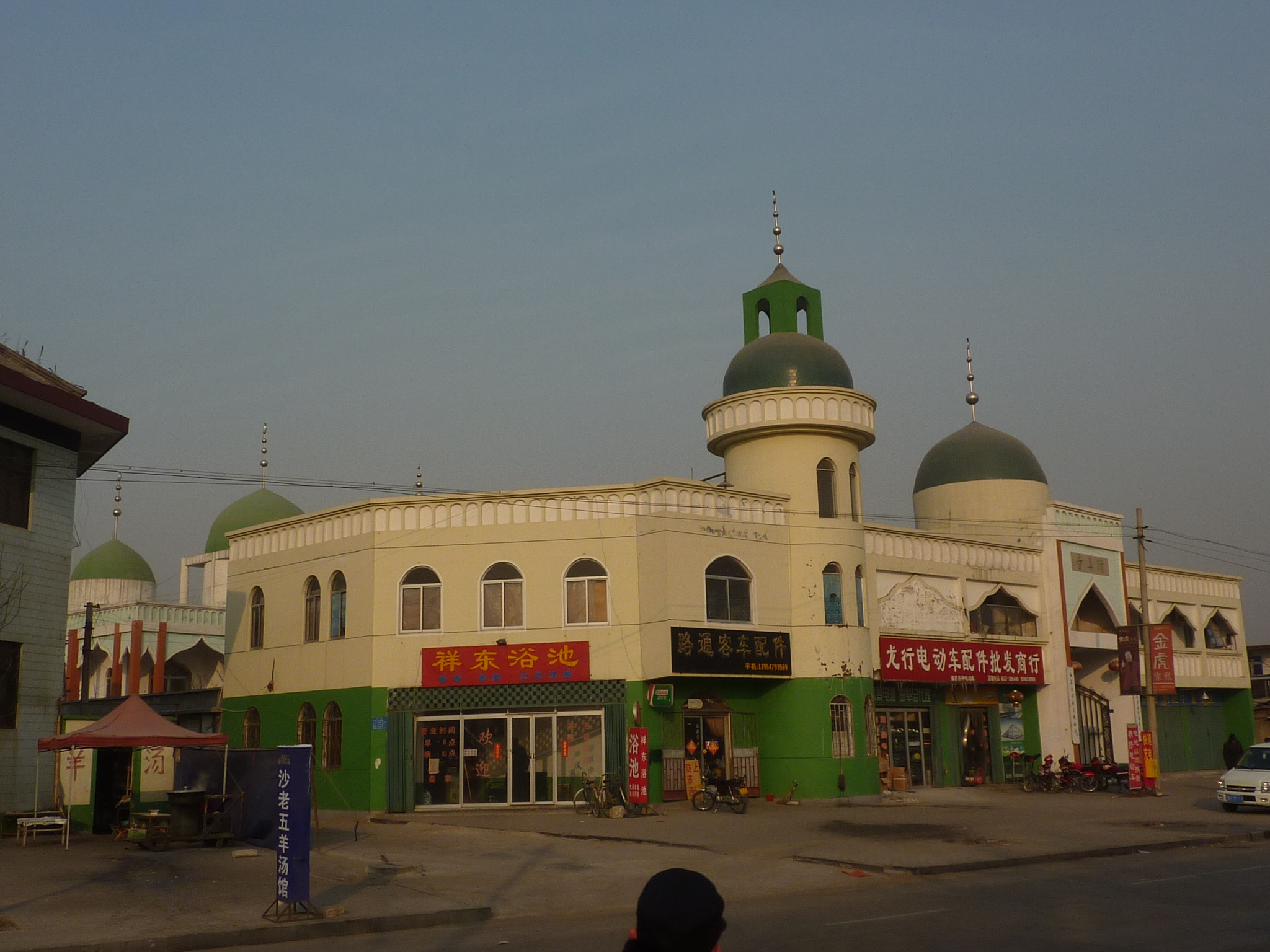
Csüfu mecset
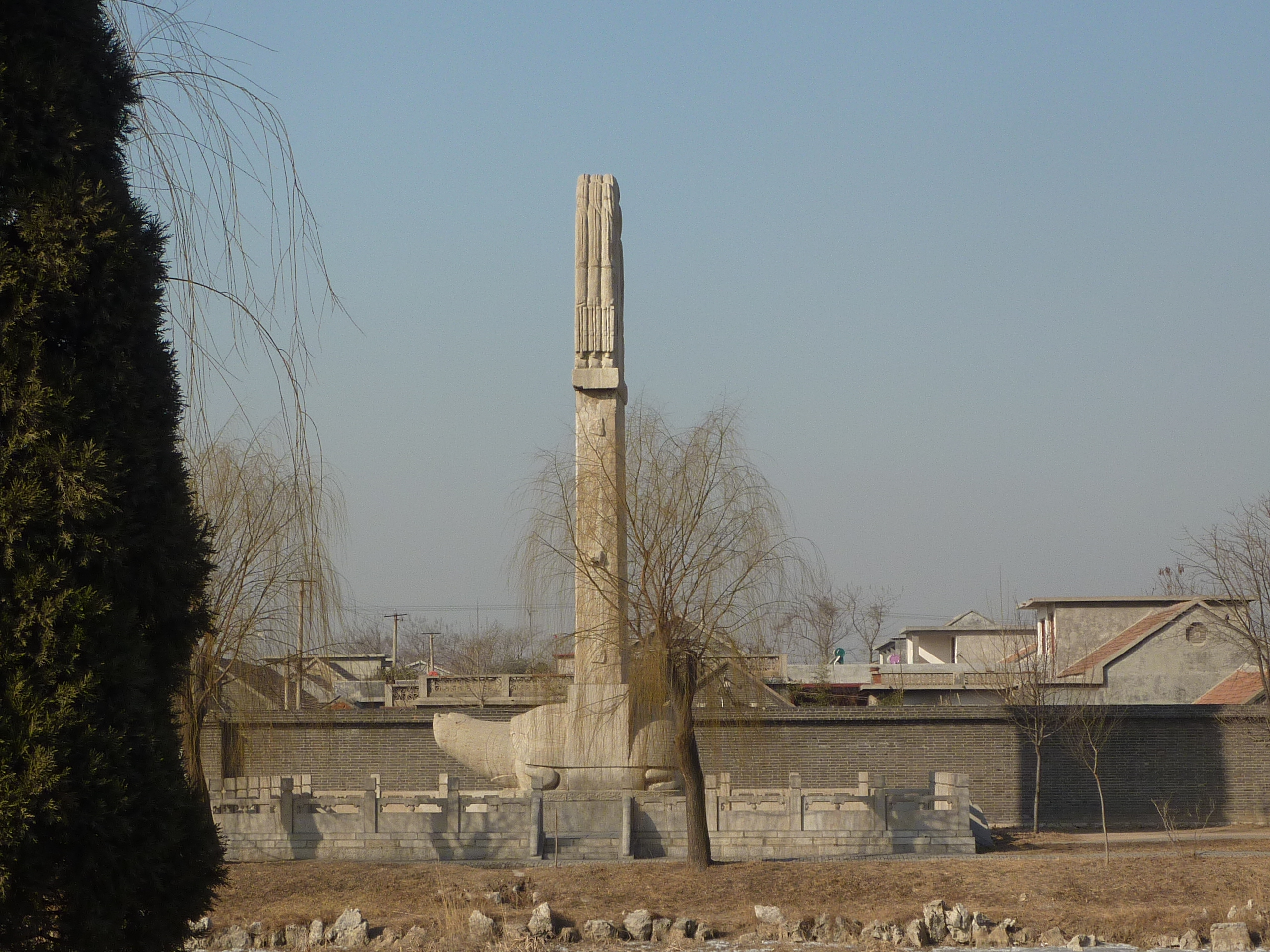
Csing Sou sírkő egy hatméteres teknősbékán
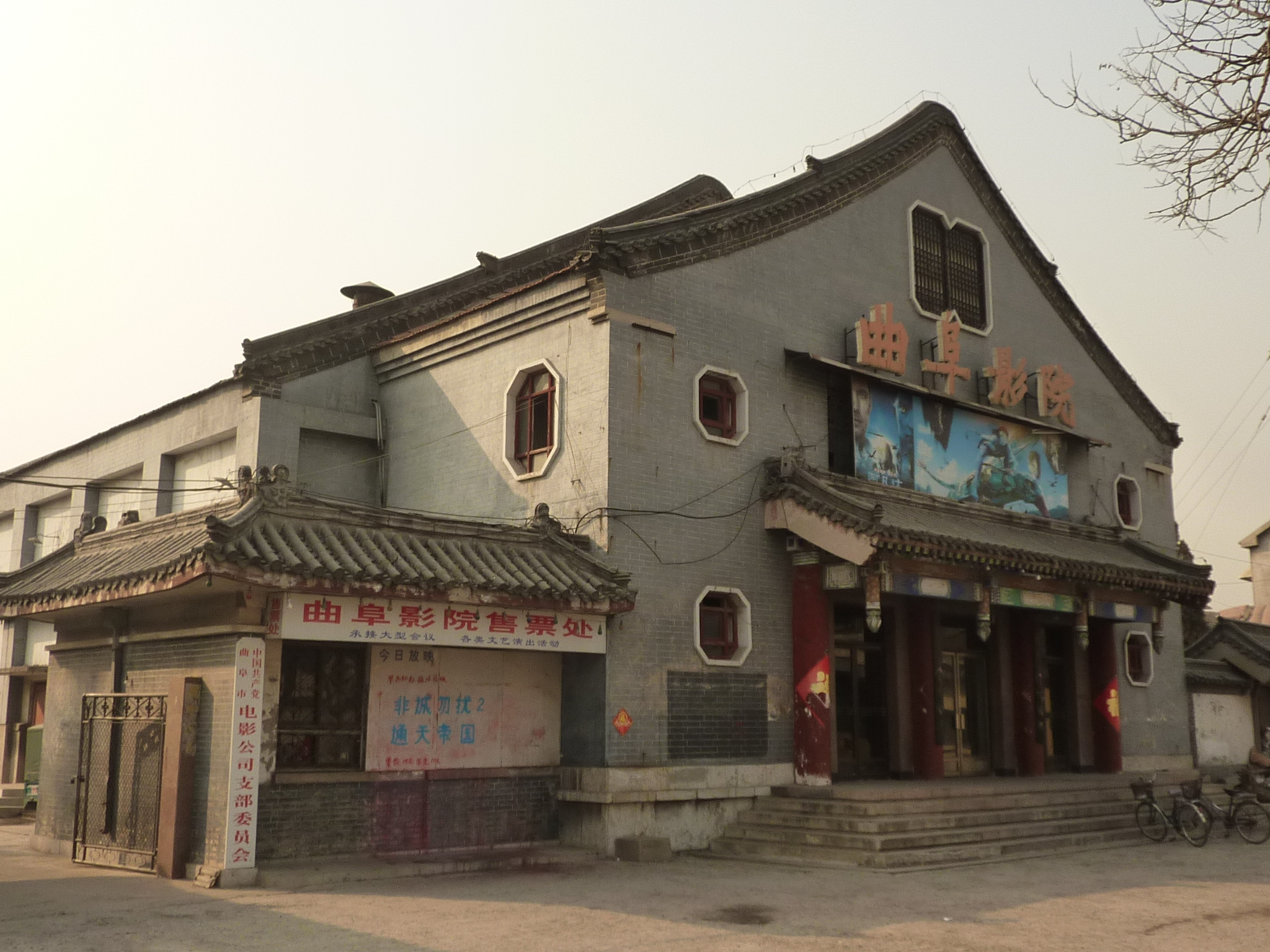
Mozi Csüfuban